# Sally Bush
Sally Bush (Salem, 29 de octubre de 1860 - 3 de noviembre de 1946) fue una fotógrafa estadounidense también conocida por su silenciosa filantropía, especialmente por su generosidad hacia las personas hambrientas durante la Gran Depresión de la década de 1930. Trabajó además como anfitriona en casa de su padre, Bush House en Salem, Oregón, en los Estados Unidos.

## Biografía
Sally Bush, hija de Asahel Bush y Eugenia (Zieber) Bush, fue la tercera de sus cuatro hijos. Nacida en Salem, después de que Samuel Thurston le propusiera a su padre que se hiciera con un periódico que le ayudara con su reelección. Cuando tenía tres años, su madre murió de tuberculosis en 1863. Asistió a la Academia del Sagrado Corazón en Salem y se graduó en la escuela secundaria del Seminario Moravo en Bethlehem, Pensilvania. Después de asistir a la escuela Martha Burnham en Northampton, Massachusetts, se graduó de Smith College en 1883.
Mientras todavía estaba en Smith, ayudó a su padre a elegir papel tapiz y otros muebles, preocupándose del presupuesto de la nueva residencia Bush en Salem, Oregón, que finalmente se completó en 1887. No cambió las cosas demasiado, para mantener consistente el estilo original de la casa.

## "Señora de la casa"
Durante los siguientes treinta años, Bush recibió a invitados de la ciudad, así como a conocidos políticos y de negocios de su padre. Ella también era:
...la cuidadora amorosa del hogar; la anfitriona en las cenas de su padre; la ávida jardinera, cultivando las flores del invernadero recién construido cerca de la casa, cuidando los huertos y árboles frutales en la propiedad; la amante de los animales, cuidando a las vacas y otras criaturas del corral, cuidando a los perros y gatos, especialmente a los gatos, que la gente dejaba en la puerta de su casa, sabiendo que cada uno tendría un hogar.
Ella "trabajaba en muchas organizaciones benéficas sin ostentación", alentando y, a veces, financiando las carreras iniciales de jóvenes escritores y artistas. Aunque era una "vegetariana absoluta", ofrecía a los invitados platos de pescado, aves o carne, así como muchas opciones de verduras. Fue miembro del Salem Garden Club y de la Iglesia Unitaria.
Bush compró un automóvil eléctrico Baker de 1909, pero dejó de conducirlo después de su primera salida, al atravesar la ventana delantera de una farmacia local. Desde ese momento, el automóvil era conducido por chóferes.
En 1912, se había convertido en la vicepresidenta del banco Ladd and Bush establecido por su padre. 

## Fotografía
Junto con su hermano AN Bush, Sally Bush se convirtió en una fotógrafa profesional. Los archivos de la Biblioteca Pública de Salem incluyen más de 2200 de sus fotografías, más de la mitad tomadas por ella, algunas con negativos de placas de vidrio. HIzo tanto retratos como fotos sinceras de sus amigos y familiares, de Bush House, de los jardines y el invernadero.

## Legado
Bush es recordada como "una mujer amable, generosa y compasiva, siempre dispuesta a ayudar a las familias que necesitan comida o ropa", centrando gran parte de su legado, en lo que llamaron "filantropía silenciosa". En su honor, el Bush House Museum celebra una colecta anual de alimentos en memoria de Sally Bush, junto con la campaña "Mujeres que acaban con el hambre" de Marion-Polk Food Share.
También se le ha reconocido su administración del Bush's Pasture Park and Historic Deepwood Estate, en una exposición en el Bush Bam Art Center, Parks for People: Lord and Schryver's Legacy. 